# Tettigoniella clypealis
Tettigoniella clypealis är en insektsart som beskrevs av Young 1986. Tettigoniella clypealis ingår i släktet Tettigoniella och familjen dvärgstritar. Inga underarter finns listade i Catalogue of Life.